# Voedselallergie
Voedselallergie is een vorm van voedselovergevoeligheid. Daarbij krijgt de allergische persoon klachten na het eten van een bepaald voedingsmiddel dat een gezond persoon normaal verdraagt.
Bij de indeling die de "World Allergy Organisation" bij voedselovergevoeligheid hanteert, gaat iedere allergische reactie gepaard met een activering van het immuunsysteem. Alle overige reacties vallen onder het begrip niet-allergische voedselovergevoeligheid. Laatstgenoemde reacties zijn beter bekend als voedselintolerantie.
Voedselallergie wordt onderscheiden in IgE-gemedieerd en niet-IgE-gemedieerd. IgE-gemedieerde voedselallergie kan weer worden onderverdeeld in primaire en secundaire- of kruisallergie. Een bijzondere vorm is de anafylactische reactie, een acute, levensbedreigende allergische reactie. Anafylaxie is meestal IgE-gemedieerd.

In het algemeen komt voedselallergie vaker voor bij jonge kinderen dan bij volwassenen, omdat bij hen het afweersysteem nog niet tot volle ontwikkeling is gekomen.

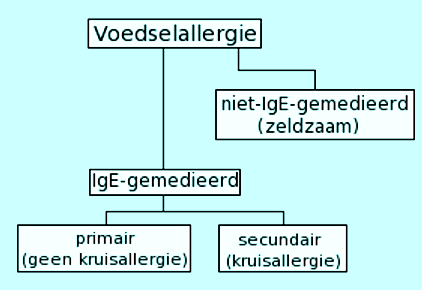

## IgE-gemedieerde voedselallergieën
De meeste voedselallergieën zijn IgE-afhankelijk.

De allergie treedt op in twee fasen. Is een persoon allergisch voor het voedingsmiddel, dan vindt bij het eerste contact een sensibilisatie plaats. Ieder voedingsmiddel heeft allergenen die qua vorm karakteristiek zijn voor dat voedingsmiddel. In de sensibilisatie-fase maakt het lichaam IgE-antistoffen (IgE's) aan die een zodanige vorm hebben, dat ze precies aan de allergenen passen.
Bij een volgende inname treedt de tweede fase in, waarin de allergie tot uiting komt door de symptomen. Deze tweede fase met allergische klachten treedt echter niet op bij iedereen die reeds gesensibiliseerd is. Naar schatting krijgt slechts ongeveer de helft klachten.
Bij de allergische reactie komen eerst bepaalde stoffen vrij, zoals histamine. Deze vrijkomende stoffen zijn vervolgens verantwoordelijk voor de spoedig optredende symptomen: roodheid, zwellingen, samentrekking van gladspierweefsel en slijmproductie. Na enkele uren treedt een ontstekingsreactie op door infiltratie van ontstekingscellen (eosinofielen, neutrofielen) in de weefsels. Deze reactie kan een paar dagen aanhouden.

### Primaire- of niet-kruisreactieve voedselallergie
Hier is er een allergische reactie op slechts één enkele soort allergeen. Wel is het mogelijk om meerdere primaire allergieën tegelijkertijd te hebben.

### Secundaire- of kruisreactieve voedselallergie
Ook hier is er eerst een sensibilisatie voor het allergeen dat specifiek is voor het betreffende voedingsmiddel. In de tweede fase wordt echter niet alleen gereageerd op herhaald contact met hetzelfde allergeen, maar ook op allergenen van andere voedingsstoffen of niet-voedingsstoffen die ongeveer dezelfde vorm hebben. Zo'n uitwisseling kan bijvoorbeeld plaatsvinden tussen berkenpollen en appels of tussen latex (natuurrubber) en bananen. De kruisallergie kan ook beginnen met een reactie op een niet-voedingsmiddel, bijvoorbeeld eerst latex en daarna bananen. Opvallend is, dat dit niet naar allebei de kanten even sterk uitwerkt. Iemand met een latex-allergie heeft ongeveer 30 % kans op een kruisallergie met voedsel, terwijl iemand met een voedselallergie 15 % kans heeft op een latex-allergie.

### Anafylaxie
Anafylaxie, een meestal IgE-gemedieerde voedselallergie, is een ernstige, levensbedreigende, gegeneraliseerde of systemische overgevoeligheidsreactie. De oorzaak is in verreweg de meeste gevallen het eten van pinda's of van noten. Dit leidt echter niet vaak tot de dood. Ook hier is de betroffene eerst gesensibiliseerd. Bij een volgende inname van het allergeen krijgt de persoon acuut last van onder andere benauwdheid en een forse daling van de bloeddruk. Anafylaxie wordt niet alleen veroorzaakt door voedselallergie, maar bijvoorbeeld ook door medicijnen, insectensteken of inhalatie-allergenen.

Bij een anafylaxie is directe toediening van adrenaline belangrijk om de reactie te stoppen en ernstige gevolgen te voorkómen.

## Niet-IgE-gemedieerde voedselallergieën
Deze komen maar zelden voor. Het gaat dan met name om enteropathie bij jonge zuigelingen, waarbij de baby's ernstige darmklachten hebben. Zelden komen bij zuigelingen ook enterocolitis en proctocolitis voor.

Niet-IgE-afhankelijke voedselallergieën ontstaan door immuunreacties waarbij IgG, IgM en IgA betrokken kunnen zijn, veroorzaakt door immuuncomplexen die bestaan uit voedingsbestanddelen en antilichamen, en door cel-afhankelijke immuniteit.

## Veroorzakers van voedselallergie
Primaire voedselallergieën worden in het algemeen veroorzaakt door een klein aantal voedingsmiddelen. Bij kinderen zijn melk, eieren, pinda's, noten en vis verantwoordelijk voor driekwart van alle voedselallergieën; bij volwassenen zijn pinda's, noten, tarwe, soja, vis en schaal- en schelpdieren de belangrijkste oorzaken.
Bovengenoemde acht voedingsmiddelen zijn bij elkaar goed voor 90 procent van alle voedselallergieën. Daarnaast komt ook allergie voor fruit en groenten relatief vaak voor.
Door dit geringe aantal soorten primaire allergenen zou men verwachten, dat een allergie gemakkelijk is te voorkómen. Er zijn echter enkele redenen waarom voedselallergie toch een (toenemend) probleem is:
- Juist de belangrijkste allergie-veroorzakende eiwitten worden door de voedingsindustrie bewust toegevoegd aan levensmiddelen, om de eigenschappen ervan te veranderen. Zoals melkeiwit aan yoghurt, soepen en sauzen; soja-eiwit aan hulpstoffen (bijvoorbeeld emulgatoren); kippeneiwit aan banket.
- De allergenen komen gemakkelijk per ongeluk in onze voeding terecht. In de voedingsindustrie, waar verschillende productielijnen met elkaar in aanraking komen of grondstoffen niet helemaal zuiver zijn; thuis, waar voedsel van huisgenoten of keukengerei ongewenste allergenen bevat.
- Overdracht bij lichamelijk contact, zoals spelende kinderen, handen geven, zoenen.
- Reactie op allergenen van andere stoffen die ongeveer dezelfde vorm hebben en daarom een kruisallergie veroorzaken.

Een belangrijk kenmerk van voedselallergie en -intolerantie is dat klachten en symptomen in veel gevallen pas laat na het nuttigen van voedselallergenen optreden. Reacties kunnen zelfs 24 tot 48 uur op zich laten wachten. De relatie tussen voedingsmiddelen en de klachten ontgaat de patiënt dan ook vaak.

### Europese wetgeving
Door de Europese Unie is voor de volgende allergenen bepaald dat deze, en producten hiervan, duidelijk op etiketten van levensmiddelen moeten worden vermeld:
- glutenbevattende granen: tarwe, rogge, gerst, haver, spelt en kamut
- schaaldieren
- eieren
- vis
- pinda
- sojabonen
- melk (inclusief lactose)
- noten: amandelen, hazelnoten, walnoten, cashewnoten, pecannoten, paranoten, pistachenoten en macadamianoten
- selderij
- mosterd
- sesamzaad
- zwaveldioxide en sulfieten in concentraties van meer van 10 mg/kg
- lupine
- weekdieren

## Symptomen die vaak optreden bij voedselallergie
- Orale-allergiesyndroom (met name bij hooikoorts)
- Ademhalingsklachten
- Spijsverteringsklachten
- Huidklachten
- Klachten betreffende hart- en bloedvaten
- Uitslag over het hele lichaam
- Opgezwollen ogen
- Dikke keel

## Verschillen tussen allergie en intolerantie
Dit zijn algemene kenmerken, die niet altijd allemaal tegelijk tot uiting komen en ook niet altijd even sterk.
| Allergie | Intolerantie |
| --- | --- |
| Het immuunsysteem is geactiveerd | Het immuunsysteem is niet betrokken                                                                               |
| Heeft een gering aantal veroorzakers                                                                                                | De veroorzakers zijn zeer divers                                                                                  |
| Reacties treden over het algemeen snel na inname van het voedingsmiddel op. Binnen enkele minuten tot uren                          | Verschijnselen treden meestal geruime tijd na inname op                                                           |
| Na sensibilisatie is een eenmalige, geringe hoeveelheid van het allergeen voldoende om een snelle en heftige reactie te veroorzaken | Grote hoeveelheden of regelmatige inname van de veroorzaker zijn noodzakelijk                                     |
| Klachten zijn doorgaans eenduidig te relateren aan de allergie                                                                      | Klachten zijn doorgaans niet zo makkelijk in verband te brengen met een bepaalde oorzaak. Oorzaak is onduidelijk. |
| Het klachtenbeeld blijft bij hetzelfde allergeen constant                                                                           | De reactie op de veroorzakende stof kan nogal wisselen, afhankelijk van toestand of omstandigheden van de persoon |

## Diagnose
Om voedselallergie aan te tonen zijn er verschillende methoden beschikbaar.

### Eliminatiedieet
Een eliminatiedieet is de traditionele methode om voedselallergieën of -intoleranties te onderzoeken. In de eerste fase mag de patiënt slechts voedingsmiddelen eten waarvan het zeer onwaarschijnlijk is dat ze een allergie veroorzaken. De klachten behoren dan te verdwijnen. In de tweede fase worden een voor een voedingsmiddelen aan het dieet toegevoegd. Wanneer de klacht weer terugkomt dan is het duidelijk welk voedingsmiddel dat veroorzaakt. Voor de patiënt is het eliminatiedieet een veeleisend en tijdrovend dieet. Ook moeten er allerhande mogelijk allergene voedingsmiddelen aangeschaft worden om te testen, wat kosten met zich mee kan brengen.
Veel artsen schrijven, wanneer na het volgen van een eliminatiedieet duidelijk lijkt te zijn geworden wat het allergeen is, nog een provocatiedieet voor. Hierbij wordt het gevonden verdachte voedingsmiddel bewust ingenomen om te controleren of de bevindingen naar aanleiding van het eliminatiedieet juist waren, dus of het juiste allergeen is opgespoord.

### Huidtesten
Er zijn twee soorten huidtest: de priktest en intracutane test. Bij de eerste wordt het allergeen op de huid aangebracht en er vervolgens ingekrast, bij de intracutane test wordt het allergeen met een naald oppervlakkig in de huid ingespoten. Ter controle wordt bij beide testen ook nog de zuivere oplosvloeistof en een oplossing van histamine ingebracht. Na ongeveer een kwartier kan aan de hand van de huidreactie een allergie worden vastgesteld. De priktest is goedkoop, eenvoudig toe te passen en heeft een hoge specificiteit. De intracutane test is duurder en lastiger toe te passen, maar is ongeveer 1000 tot 10.000 maal zo sensitief. De kwaliteit van de huidtest is echter sterk afhankelijk van de kwaliteit van de gebruikte teststoffen. De zelfbereide teststoffen geven in vergelijking met de commerciële preparaten doorgaans de beste resultaten.

### Bloedonderzoek
Een alternatief voor de huidtest is een bloedonderzoek. Door de hoeveelheid IgE-antigeen in het bloed te meten die specifiek is voor een bepaald allergeen, kunnen voedselallergieën behorende tot allergie type I bepaald worden. Nadeel is dat dit onderzoek veel duurder is dan de huidtest. Voorbeelden van bloedtesten zijn RAST en ELISA. Voedselallergieën die tot type IV-allergie behoren worden met behulp van het eliminatiedieet dieet getest.
Het meten van IgG/IgG4 om de diagnose voedselallergie te stellen, is niet zinvol. Een verband tussen IgG/IgG4 en welke allergie dan ook is nooit bewezen. Tevens is het zo dat bij gezonde mensen na een maaltijd altijd voedsel-specifiek IgG en IgG4 wordt gevormd. Tests voor voedsel-specifiek IgG, zijn voor geen enkele aandoening zinvol, behalve voor door voedsel veroorzaakte pulmonale hemosiderose (syndroom van Heiner, zeer zeldzaam, bloedingen in de longen van kinderen).